# Акуловка (Курская область)
Аку́ловка — хутор в Горшеченском районе Курской области России. Входит в состав Никольского сельсовета.

## География
Хутор находится в восточной части Курской области, в лесостепной зоне, в пределах юго-западной части Среднерусской возвышенности, к северу от реки Оскол, на правом берегу реки Дорожная, на расстоянии примерно 29 км (по прямой) к западу-юго-западу (WSW) от посёлка городского типа Горшечное, административного центра района. Абсолютная высота — 142 м над уровнем моря.
Часовой пояс
Хутор Акуловка, как и вся Курская область, находится в часовой зоне МСК (московское время). Смещение применяемого времени относительно UTC составляет +3:00.

## Население
| 2002 | 2010 |
| ---- | ---- |
| 21   | ↘9   |

Гендерный состав
По данным Всероссийской переписи населения 2010 года, в гендерной структуре населения мужчины составляли 55,6 %, женщины — соответственно 44,4 %.
Национальный состав
Согласно результатам переписи 2002 года, в национальной структуре населения русские составляли 100 % из 21 чел.

## Улицы
Уличная сеть хутора состоит из одной улицы (ул. Заречная).